# Roman Bojko
Roman Bojko – Polak, uczestnik wojny rosyjsko-japońskiej.
Był synem stróża. W 1903 uciekł z domu, po czym przebywał w Bernie, Pradzie, Wiedniu i w Katowicach, każdorazowo utrzymując się z pracy posługiwacza w restauracjach. Później pracował jako pisarzyk w Sosnowcu. Po ogłoszeniu branki zgłosił się na ochotnika do wojska, po czym 1 września 1904 wyjechał z Brześcia litewskiego na front. Brał udział w wojnie rosyjsko-japońskiej uczestnicząc w bitwie pod Mukdenem oraz bitwie pod Tienlinem. Był ranny. Został ujęty przez Japończyków, po czym oswobodził się i przedostał do sił rosyjskich. Został dwukrotnie odznaczony, w tym Orderem Świętego Jerzego, udekorowany przez gen. Aleksieja Kuropatkina. Następnie jako szesnastolatek powrócił do Lwowa, gdzie budził sensację przechadzając się po mieście w mundurze kaprala armii rosyjskiej. 